# Megamasso
Megamasso (メガマソ Megamaso?) fue un grupo Major del género Visual kei, creado por Ryohei (ex Hinawana, ex Ayabie).
Megamasso produce un sonido nuevo y experimental que mezcla punk, baladas de piano y pop-rock, perteneciente al Sello discográfico Timely Records.

## Biografía
Megamasso nace en agosto del 2006, después de que Ryohei se retirara de Ayabie. La música de Megamasso se recuerda a Ayabie, por lo cual Ryohei era el mayor Compositor de la banda, pero Megamasso produce un sonido nuevo y experimental que mezcla Punk, Baladas de Piano y animadas canciones Pop-Rock, después Megamasso firma por el Sello NXSIE Records. Después del lanzamiento del Mini Album NM Gentei Ongenshuu de Ayabie, Ryohei se retira de la banda debido a diferentes puntos de vista respecto al futuro del grupo. En agosto del 2006 Ryohei (ex Hinawana, ex Ayabie) crea el Proyecto Megamasso, donde se une primero Gou como Bajista, después se une Yuuta como Baterista, y en septiembre de 2006 se une Inzargi como Vocalista. El día 6 de diciembre Megamasso lanzan sus primeros éxitos con su Primer Single titulado como "New Romancer" y con su Primer Mini Álbum titulado como "Namida Neko" El día 16 de diciembre, Megamasso tiene su primera presentación en Shibuya O-East, donde tocaron temas que iban a salir en el Mini Álbum "Kai no Me Tou no Zokuryou" lanzado el 24 de enero de 2007. 
Pasando los días después del lanzamiento del miniálbum "Kai no Me Tou no Zokuryou", la banda lanza su Primer Dvd titulado como "Mega-Star Tokyo", donde mostrará la Presentación del día 16 de diciembre en Shibuya O-East, concierto donde tuvieron más éxito en tan poco tiempo, aparte del Dvd, lanzan un CD titulado igual que el Dvd, que contiene 2 temas, una de ellas vendría en el Álbum "Yuki Shitatari Hoshi". El día 21 de marzo lanzan su primer álbum, titulado como "Yuki Shitatari Hoshi" en versión Normal y versión Dvd, que contiene el Pv Throne Angel El día 6 de junio lanzan su Primer Maxi Single titulado como "Hoshi Furi Machi Nite", la banda tenía tanto éxito, después del lanzamiento de este Maxi Single, el Baterista Yuuta Anuncia su retiro de la banda por causas que aún se desconocen, el aviso fue Inesperado para los Fanes, su decisión no tuvo vuelta atrás y su retiro iba a tener un golpe bien fuerte en la banda. 
El mismo mes, la banda tiene otra presentación en Shibuya O-West, donde era la última presentación de Yuuta como Integrante oficial de la banda, y el día 18 de Julio, Megamasso lanza su 2º Dvd titulado como "Lunch Box M4", que contiene los Pv's "Namida Neko", "Dream & Secret Room", "Throne Angel", "Hoshi Furi Machi Nite" e "Imomuchi no Nushi", y viene la presentación que tuvieron a fines de junio de 2007. Después de la Ida de Yuuta, Megamasso lanza su 2º Maxi Single titulado como "Lips" en 2 versiones, Normal y versión Dvd, donde el DVD contiene el Pv "Lips", su éxito seguía e Inzargi, Ryohei y Gou seguían trabajando en crear más temas, todos trabajaban en el tema, incluyendo el Guitarrista y Baterista soporte. 
El día 17 de Octubre lanzan su 2º Álbum titulado como "Matataku Yoru", el álbum está disponible en 2 versiones, Normal y Dvd, la única diferencia es que en el Normal viene el tema Love You so... y en el DVD no, también en el Álbum, vienen temas de otros discos que habían lanzado, temas como "Hoshi Furi Machi Nite", "Imomuchi no Nushi" y "Lips". El mismo día, lanzan un Single titulado como "Modern Amplifier" donde solo contiene el Pv titulado igual que el sencillo Pasando el tiempo, el 25 de diciembre, Megamasso tiene una Presentación en Shibuya Ax, donde cantan temas del disco Matataku Yoru y contiene tema del Single Sweet Skin Like a Candy y otros éxitos más, su éxito seguía creciendo mucho más En febrero de 2008, La banda anuncia un trío de Lanzamientos, Primero el Lanzamiento del Single titulado como "Kiss me ChuChu" para el 20 de febrero. También anuncian el Lanzamiento de un Dvd titulado como "Shibuya Under Snow ~Fuyu Kakeru Genka~ para el día 5 de marzo, que contiene la presentación del día 25 de diciembre en Shibuya Ax y un Hevn Comment del concierto hecho por Inzargi, Ryohei y Gou, y anuncian el lanzamiento de un álbum titulado como "Mega-Star Project Presents - Megamasso Ninki Ongenshuu, donde vendrán temas elegidos por sus Fanes para el día 19 de marzo. Después del concierto en Shibuya Ax, Megamasso es entrevistado por Jame, donde hablan varias cosas de la banda, y hablan sobre una posible gira en Japón para el Invierno del 2009 y después de la gira en Japón probablemente harían una Gira Mundial, donde irían a varias partes de Europa y América Latina. En junio de 2008, la banda anuncia el lanzamiento de un Single titulado como "Minazuki Missou" que contiene 2 temas, pasando unos días del lanzamiento del sencillo, la banda anuncia el lanzamiento de un nuevo Maxi Single con Pv para el día 6 de agosto titulado como "Beautiful Girl", que vendrá en 2 versiones, en la versión Normal contendrá 3 temas "Beautiful Girl", "Mitsu To Ga" y "Shakunetsu Taijou", en cambio la versión Dvd contendrá 2 temas como "Beautiful Girl" y "Mitsu To Ga" más el Pv "Beautiful Girl". 
En julio la banda anuncia otro lanzamiento de un sencillo para el día 24 de septiembre, titulado como "White White", con todos los fanes esperando que llegaran esos días para poder ver el trabajo que hizo la banda. Después del lanzamiento del Maxi Single "White White" la banda tuvo una presentación en octubre del 2008 en Shibuya Ax, donde cantan temas de su último éxito y otros más. El 2 de diciembre Megamasso anuncia el Lanzamiento de su primer Maxi Single del 2009, titulado como "Supernova" y anuncia una Gira en Japón que empezaría el 3 de marzo de 2009. El 6 de diciembre, Megamasso cumple 2 años del comienzo de su gran éxito que tuvieron desde el primer lanzamiento del Primer Single "New Romancer" y del Mini Álbum "Namida Neko", donde celebran en Shibuya Ax junto con sus fanes. En enero de 2009 Megamasso anuncia el lanzamiento del Single para el 28 de enero titulado como "Raidenmushufushu", que contiene 1 solo tema titulado igual que el sencillo. 
Durante el mes, Ryohei anuncia de que se une en el Proyecto de Ricky (ex R*A*P y ex Dasein) en la banda "Chrome Shelled", Junto a Ricky como vocalista, se Une Ryohei como Guitarrista, Karin (Shinkou Shuukyou Gakudan NoGoD) como Bajista y Rei (Neu) como Batero. Finalmente, A principio de febrero, Inzargi anuncia su proyecto en Solitario, aparte anuncia de su Primer Lanzamiento como Solitario para el día 4 de abril titulado simplemente como Inzargi, en 2 versiones (Regular y Limitada), la única diferencia que tiene el disco es sus carátulas. Días después, Megamasso anuncia el Lanzamiento del Single titulado como "Bless" para el día 25 de marzo, donde vendrá en 2 versiones, Normal y Dvd, la versión normal contendrá 3 temas y el DVD contendrá solo 2 temas y el Pv "Bless". Desde el 22 al 27 de febrero, se hará el Show E.L.L& Speed Disk Presents Shinrabanshow in Mid Side 6 days, donde habrá varias bandas como Megamasso, Ayabie, Vanessa, Ap(r)il, Moran, Liz, Pure Q & A, Irokui, The Kiddie, Babylon, 176biz, Boogieman, Emmuree, -Oz-, Clearveil, Cellt, Skull, Dali, Wizard, Sugar, Screw, Bergelac, Zip-er, Dacco, Xtripx, Vistrip, Deathgaze, Deathbie, Chariots, Hero, entre otros. En marzo de 2009, Megamasso tiene mucho trabajo durante este mes, por el Lanzamiento del Single Bless y por el Tour en Japón de Megamasso desde el 12 de marzo hasta el 4 de abril de 2009. En mayo, Megamasso anuncio el lanzamiento de su álbum titulado como "Sweet Switch" en 2 versiones, la edición regular contiene 12 temas y la edición regular contiene 12 temas también incluyendo el Dvd donde muestra la última presentación de su gira "Tour Megamasso Haru 2009 ~Over the Glitter~ en Tokio el día 4 de Abril en Akasaka Blitz". 
El día 12 de agosto, Megamasso anuncio su debut Major, para empezar lanzara su primer disco Major bajo el sello "Avex Trax", sello donde pertenecen bandas bien reconocidas, como: Ayumi Hamasaki, Hitomi Shimatani, Do As Infinity, Da Pump!, V6, Acid Black Cherry, Janne Da Arc, entre otras. El 7 de octubre de 2009, Megamasso tras firmar con el Sello Major "Avex Trax Network" lanzan el 1º Maxi Single Major titulado como "Chimes" en 3 Ediciones (Tipo A, B y Normal), donde la edición A, contiene los temas "Chimes, Kanashimi no Kyori, Chimes en Instrumental y el Pv Chimes), en la edición B, contiene los mismos temas del A, pero la diferencia es que trae el Making of de Chimes y el primer episodio del Programa de esta banda en NHK "Megamasso Channel", por último en la edición Regular contiene los temas (Chimes, Kanashimi no Kyori, King's Down y Chimes en Instrumental)
El día del lanzamiento anuncian el Primer Tour en Japón como Major, titulado como "Chimes of Revolution ~Sweet Coronation~", que comenzó en Nagoya el 25 de noviembre y terminó el 27 de diciembre en Tokio. Posteriormente anuncian también el lanzamiento del 2º Maxi Single Major para el 27 de enero de 2010, titulado como "Memories" en 3 ediciones (Regular, Limitada A y B), donde la Edición Regular contiene los temas (Memories, Sweet Change, Kunkutatoru Ranbu (Tsuujou Ban Nomi Shuuroku) y Memories en Instrumental), en la Edición Limitada A contiene los mismos temas, pero contiene aparte el Pv y Making of Memories, en la Edición Limitada B contiene también los mismos temas, pero contiene en formato de video, el Tema Chimes, donde fue tocado en el Tour Chimes of Revolution ~Sweet Coronation~ en Akasaka Blitz el día 27 de diciembre, después del lanzamiento anuncian el lanzamiento del Primer Álbum Major de la banda titulado como 『M of Beauty』 para el 10 de marzo y posteriormente anuncian su 2º Gira titulada como "2010 Megamasso Spring Tour 『M of Beauty』" comenzando el día 19 de marzo en Sendai y terminando el 6 de abril en Tokio, el álbum 『M of Beauty』 vendría en 2 Ediciones (Regular y Limitada), donde la Edición Regular contendría 11 Temas, donde vendrían temas, tales como Chimes y Memories, en la Edición Limitada contendría 11 temas incluyendo el Pv y Making of de 『M of Beauty』, días después comienza su gira en Japón, en el lanzamiento del álbum 『M of Beauty』, anuncian un doble lanzamiento, que es el Primer Dvd Live Major de Megamasso, titulado como "Chimes of Revolution ~Sweet Coronation~, donde aparecerá la presentación de esta banda en su último concierto de la gira, terminando en Akasaka Blitz, Tokyo. Esto fue para el 17 de marzo y también el lanzamiento del 3º Maxi Single Major, titulado como "Twilight Star" para el 26 de mayo, en 3 ediciones (Limitada A, Limitada B y Regular C), la primera conteniendo 3 temas ("Twilight Star", "Paretto" y "Twilight Star" en instrumental, incluye también el Pv y Making of de Twilight Star); la Edición Limitada B contiene 4 temas, que son "Twilight Star", "Paretto", "Junsui Baiyou" y "Twilight Star" en instrumental; y la Edición Regular C contiene los temas "Twilight Star", "Paretto", "From Far" y "Twilight Star" en instrumental; el tema Twilight Star debutaría como el 6º Ending de la Serie "Major Six Season", en abril anuncian el Tour "2010 Megamaso Summer Tour Decision!!" donde comenzaría el 17 de julio en Sapporo, terminando el 5 de septiembre en Tokyo.

## Miembros
Inzargi
Cargo en Megamasso: Vocal
Ingreso a Megamasso: septiembre de 2006
Fecha de Nacimiento: 17 de Octubre
Otras bandas: Solista
Ryohei
Cargo en Megamasso: Guitarrista y Compositor
Ingreso a Megamasso: Julio de 2006, al momento de crear la banda
Fecha de Nacimiento: 27 de marzo
Otras bandas: Chrome Shelled
Bandas Anteriores: Hinawana, Kijintan, Boukunkaigi, Ayabie
Banda actual: Migimimi sleep tight
Gou
Cargo en Megamasso: Bajo
Ingreso a Megamasso: agosto de 2006
Fecha de Nacimiento: 1 de marzo
Bandas Anteriores: Dari

### Ex Miembros
Yuuta
Cargo que tenía en Megamasso: Baterista
Ingreso a Megamasso: agosto de 2006
Retiro de Megamasso: 10 de junio de 2007
Fecha de Nacimiento: 3 de junio
Banda actual: Slod
Leo
Cargo en Megamasso: Guitarrista (Soporte)
Ingreso a Megamasso: noviembre de 2006
Retiro de Megamasso : 16 de julio de 2007
Fecha de Nacimiento: 22 de agosto
Bandas Anteriores: Megamasso, Watashime Slug
Akihiro Goto
Cargo en Megamasso: Baterista (Soporte)
Ingreso a Megamasso como Soporte: Julio de 2007
Retiro de Megamasso: 10 de septiembre de 2009
Fecha de Nacimiento: 10 de abril
Masahiro Sakurai
Cargo en Megamasso como soporte: Baterista (Soporte)
Ingreso a Megamasso: 14 de septiembre de 2009
Ida de Megamasso: 16 de junio de 2010
Sala
Cargo en Megamasso como soporte: Baterista (Soporte)
Ingreso a Megamasso: 18 de junio de 2010
Retiro de Megamasso: 31 de diciembre de 2011
Banda actual: Black Gene for the Next Scene

### Miembros Soporte
Teruki
Cargo en Megamasso como soporte: Baterista (Actualmente en Gira Mundial con An Cafe)
Ingreso a Megamasso: 10 de enero de 2012
Banda actual: An Cafe, Soporte de Aoi (Ayabie)
Yuuta
Cargo en Megamasso como soporte: Baterista (en reemplazo a Teruki por Gira Mundial)
Ingreso a Megamasso: 15 de octubre de 2012
Banda actual: World Wrap Word
Bandas Anteriores: Megamasso, Slod
Yuina
Cargo en Megamasso como soporte: Guitarrista
Ingreso a Megamasso: 3 de octubre de 2012
Banda actual: World Wrap Word, Solista

## Discografía
Indie - Nxsie Records
 Namida Neko 「涙猫」 (2006.12.06) Mini-Álbum
- 1.- Namida Neko
- 2.- Go Shiki You Ten Mazochii
- 3.- Daashaado Jin no Odori
- 4.- A Morning Ray is Cold
- 5.- Sasukuwacchirankaa
- 6.- Shibou no Katamari

New Romancer (Shikeikei Ajinsei) (2006.12.16) Live Distributed (Daylight Edición)
- 1.- New Romancer

New Romancer (Shikeikei Ajinsei) (2006.12.16) Live Distributed (Limelight Edición)
- 1.- New Romancer

Kai no Me Tou no Zokuryou 「櫂の目塔の属領」 (2007.01.24) Mini-Álbum
- 1.- The Majority Loves Killstar
- 2.- Full Nelson 2nd. Attack
- 3.- Meteo
- 4.- Mothermage = Bounce
- 5.- Tou wa Kouyou Suru
- 6.- Yoru, Sakana, Kaze, Tsurarina
- 7.- Umibe ga Chikai Tame, Sabitsuki Yasui Mono no wa Mochikomi Shite wa Naranai
- 8.- Dream & Secret Room

Yuki Shitatari Hoshi 「ゆきしたたりほし」 (2007.03.21) Álbum + Dvd (Edición Limitada)
- 1.- Shingetsu no Mizutamari Yori
- 2.- Throne Angel
- 3.- FM1
- 4.- Furaranko
- 5.- Number Midi
- 6.- Tenrankai no Neriori
- 7.- Bullet Song
- 8.- Yawarakai Koushou, Shinkai
- 9.- Paradisal Hallo
- 10.- Laughter at Lump of Flesh
- 11.- Mandrake Usagi Konagusuri
- (Pv Throne Angel)

Yuki Shitatari Hoshi 「ゆきしたたりほし」 (2007.03.21) Álbum (Edición Regular)
- 1.- Shingetsu no Mizutamari Yori
- 2.- Throne Angel
- 3.- FM1
- 4.- Furaranko
- 5.- Number Midi
- 6.- Tenrankai no Neriori
- 7.- Bullet Song
- 8.- Yawarakai Koushou, Shinkai
- 9.- Paradisal Hallo
- 10.- Laughter at Lump of Flesh
- 11.- Mandrake Usagi Konagusuri

Viper 「バイパー」 (2007-03-24) Extra Song
- 1.- Viper

Hoshi Furi Machi Nite 「星降町にて」(2007.06.06) Maxi Single
- 1.- Hoshi Furi Machi Nite
- 2.- Sdot Intial Value
- 3.- Sanmanganjin
- 4.- Imomuchi no Nushi

Lips (2007.08.15) Maxi Single + Dvd (Edición Limitada)
- 1.- Lips
- 2.- Blue V Neck Japan
- 3.- In Pinky Jelly Tonight
- (Pv Lips)

Lips (2007.08.15) Maxi Single (Edición Regular)
- 1.- Lips
- 2.- Blue V Neck Japan
- 3.- In Pinky Jelly Tonight
- 4.- Nijuurokunin no Bouzu to Hitori no Ama

Modern Amplifier 「モダンアンプリファイア」(2007.10.17) Single + Dvd
- (Pv Modern Amplifier)

Matataku Yoru 「またたくよる」 (2007.10.17) Álbum + Dvd (Edición Limitada)
- 1.- Gyuunyuu (Mjolk)
- 2.- Lips (Álbum Versión)
- 3.- Monoeye Old Team
- 4.- Ame Gakkitai
- 5.- Gymnasium
- 6.- Put a Whammy
- 7.- Yuki Koko Yashi
- 8.- A Winter’s Day
- 9.- Menou
- 10.- Hoshi Furi Machi Nite
- 11.- Modern Amplifier

Matataku Yoru 「またたくよる」 (2007.10.17) Álbum (Edición Regular)
- 1.- Gyuunyuu (Mjolk)
- 2.- Lips (Album Version)
- 3.- Monoeye Old Team
- 4.- Ame Gakkitai
- 5.- Gymnasium
- 6.- Put a Whammy
- 7.- Yuki Koko Yashi
- 8.- A Winter’s Day
- 9.- Menou
- 10.- Hoshi Furi Machi Nite
- 11.- Modern Amplifier
- 12.- Love You so…

Kiss Me ChuChu 「キスミイチュチュ」 (2008.02.20) Single
- 1.- Kiss me ChuChu
- 2.- Wosare Cat Showbiz
- 3.- Kiss me ChuChu [Inzargi-Chu Less Versión)

Mega-Star's Project Presents - Megamasso Ninki Ongenshuu 「メガマソ人気音源集」 (2008.03.19) Álbum + Dvd (Edición Limitada)
- 1.- Lips
- 2.- Sweet Skin Like a Candy
- 3.- Throne Angel
- 4.- New Romancer
- 5.- Modern Amplifier
- 6.- Paradisal Hallo
- 7.- Ame Gakkitai
- 8.- Hoshi Furi Machi Nite
- 9.- Oborozuki
- 10.- Tou wa Kouyou Suru
- 11.- Imomuchi no Nushi
- 12.- Namida Neko
- 13.- Kiss me ChuChu
- 14.- Futatsu no Dangan

Mega-Star's Project Presents - Megamasso Ninki Ongenshuu 「メガマソ人気音源集」 (2008.03.19) Álbum (Edición Regular)
- 1.- Lips
- 2.- Sweet Skin Like a Candy
- 3.- Throne Angel
- 4.- Modern Amplifier
- 5.- Paradisal Hallo
- 6.- Ame Gakkitai
- 7.- Hoshi Furi Machi Nite
- 8.- Oborozuki
- 9.- Tou wa Kouyou Suru
- 10.- Imomuchi no Nushi
- 11.- Namida Neko
- 12.- Kiss me ChuChu
- 13.- Futatsu no Dangan
- 14.- New Romancer

Minazuki, Missou 「みなづき、みっそう」 (2008.06.27) Single
- 1.- Minazuki, Missou
- 2.- Yoreru Monooki

Beautiful Girl 「ビューティフルガール」 (2008.08.06) Maxi Single + Dvd (Edición Limitada)
- 1.- Beautiful Girl
- 2.- Shakunetsu Taijou
- (Pv Beautiful Girl)

Beautiful Girl 「ビューティフルガール」 (2008.08.06) Maxi Single (Edición Regular)
- 1.- Beautiful Girl
- 2.- Mitsu to Ga
- 3.- Shakunetsu Taijou

White, White (2008.09.24) Maxi Single + Dvd (Edición Limitada)
- 1.- White, White
- 2.- Shizuka na Hoshi Shizuka na Hitobito
- (Pv White, White)

White, White (2008.09.24) Maxi Single (Edición Regular)
- 1.- White, White
- 2- Shizuka na Hoshi Shizuka na Hitobito
- 3.- Fukan no Tsubasa

Supernova (2009.01.12) Single 
- 1.- Supernova
- 2.- Camera Obscura
- 3.- S.K.1 (SE)

Raiden Mushuufushuu 「ライデンムシュフシュ」(2009.01.28) Digital Single
- 1.- Raiden Mushuufushuu

Bless (2009.03.25) Single + Dvd (Edición Limitada)
- 1.- Bless
- 2.- Hadairo
- (Pv Bless)

Bless (2009.03.25) Single (Edición Regular)
- 1.- Bless
- 2.- Hadairo
- 3.- Kikai ka Jin Madison no Tomodachi

Sweet Switch (2009.07.08) Álbum + Dvd (Edición Limitada)
- 1.- The World is Mine
- 2.- White, White
- 3.- In the Shadow of the Lyrics
- 4.- Air stay Chillon Dance
- 5.- Howling Fragment
- 6.- Bless
- 7.- Shuga- Resu Nokuta-N
- 8.- Sugarless Nocturne
- 9.- Seinaru Kana Seinaru Kana Seinaru Kana, Koori Usagi tachi to
- 10.- Unlucky Day
- 11.- Beautiful Girl
- 12.- Obune Okiba no Ie

Live in Akasaka Blitz - 4 de abril de 2009 (Final Tour Megamasso Haru 2009 - Over the Glitter)
- 1.-Raiden Mushufushu
- 2.- Sweet Skin Like a Candy
- 3.- Fukan no Tsubasa
- 4.- Beautiful Girl
- 5.- Hadairo
- 6.- Mandrake Usagi Konagusuri
- 7.- White, White
- 8.- Junsui Baiyou
- 9.- Supernova
- 10.- Kikai ka Jin Madison no Tomodachi
- 11.- Bless
- 12.- Namida Neko

Sweet Switch (2009.07.08) Álbum (Edición Regular)
- 1.- The World is Mine
- 2.- White, White
- 3.- In the Shadow of the Lyrics
- 4.- Air stay Chillon Dance
- 5.- Howling Fragment
- 6.- Bless
- 7.- Shuga- Resu Nokuta-N
- 8.- Sugarless Nocturne
- 9.- Seinaru Kana Seinaru Kana Seinaru Kana, Koori Usagi tachi to
- 10.- Unlucky Day
- 11.- Beautiful Girl
- 12.- Obune Okiba no Ie

Major - Avex Trax
Chimes (Type A) (2009.10.07) Maxi Single + Dvd (Edición Limitada)
- 1.- Chimes
- 2.- Kanashimi no Kyori (Inzargi Less)
- 3.- Chimes (Instrumental)
- (Pv Chimes)

Chimes (Type B) (2009.10.07) Maxi Single + Dvd (Edición Limitada)
- 1.- Chimes
- 2.- Kanashimi no Kyori
- 3.- Chimes (Instrumental)
- Chimes (Making of & Megamasso Channel)

Chimes (2009.10.07) Maxi Single (Edición Regular)
- 1.- Chimes
- 2.- Kanashimi no Kyori (Inzargi Less)
- 3.- King's Dowm
- 4.- Chimes (Instrumental)

Memories (Type A) (2010.01.27) Maxi Single + Dvd (Edición Limitada)
- 1.- Memories
- 2.- Kanashimi no Kyori
- 3.- Kunkutatoru Ranbu (Tsuujou Ban Nomi Shuuroku)
- 4.- Memories (Instrumental)
- (Pv & Making of Memories)

Memories (Type B) (2010.01.27) Maxi Single + Dvd (Edición Limitada)
- 1.- Memories
- 2.- Kanashimi no Kyori
- 3.- Kunkutatoru Ranbu (Tsuujou Ban Nomi Shuuroku)
- 4.- Memories (Instrumental)
- Chimes (Live at Akasaka Blitz 27 de diciembre de 2009 Tour Chimes of Lovely Rebelion ~Sweet Coronation~)

Memories (2010.01.27) Maxi Single (Edición Regular) 
- 1.- Memories
- 2.- Kanashimi no Kyori
- 3.- Kunkutatoru Ranbu (Tsuujou Ban Nomi Shuuroku)
- 4.- Memories (Instrumental)

M of Beauty (2010-03-10) Álbum + Dvd (Edición Limitada)
- 1.- M of Beauty
- 2.- Chimes
- 3.- Happily Mosh Floor Head Banging Song
- 4.- Awake
- 5.- Wasurenagusa
- 6.- Yon no Kissakan Monogatari
- 7.- Maegami Deformer Sareta Kayokyoku wo Tsukuru.
- 8.- Torisarideishi's Love
- 9.- Byakuya no Showakusei
- 10.- Memories
- 11.- Megumu Misadame Kitazora ni Naku no
- 12.- Eyes
- (Pv & Making of M of Beauty)

M of Beauty (2010.03.10) Álbum (Edición Regular)
- 1.- M of Beauty
- 2.- Chimes
- 3.- Happily Mosh Floor Head Banging Song
- 4.- Awake
- 5.- Wasurenagusa
- 6.- Yon no Kissakan Monogatari
- 7.- Maegami Deformer Sareta Kayokyoku wo Tsukuru.
- 8.- Torisarideishi's Love
- 9.- Byakuya no Showakusei
- 10.- Memories
- 11.- Megumu Misadame Kitazora ni Naku no
- 12.- Eyes
- 13.- Sense of Stargazer

Twilight Star 「トワイライトスター」 (2010.05.26) Single + Dvd (Edición Limitada A)
- 1.- Twilight Star
- 2.- Paretto
- 3.- Twilight Star (Original Karaoke)
- (Pv & Making of Twilight Star)

Twilight Star 「トワイライトスター」 (2010.05.26) Single (Edición Limitada B)
- 1.- Twilight Star
- 2.- Paretto
- 3.- Junsui Baiyou
- 4.- Twilight Star (Original Karaoke)

Twilight Star 「トワイライトスター」 (2010.05.26) Single (Edición Regular C)
- 1.- Twilight Star
- 2.- Paretto
- 3.- From Far
- 4.- Twilight Star (Original Karaoke)

Twilight Star participa como Tema de Cierre de la serie Major Season 6 de NHK.
Hanabira 「花びら」 (2010.08.25) Single + Dvd (Edición Limitada A)
- 1.- Hanabira
- 2.- Moon
- 3.- Hanabira (Original Karaoke)
- (Pv & Making of Hanabira)

Hanabira 「花びら」 (2010.08.25) Single (Edición Limitada B)
- 1.- Hanabira
- 2.- Oborozuki (Unplugged)
- 3.- Hanabira (Original Karaoke)

Hanabira 「花びら」 (2010.08.25) Single (Edición Regular)
- 1.- Hanabira
- 2.- Moon
- 3.- AmberFlight
- 4.- Hanabira (Original Karaoke)

Loveless, more Loveless (2011.02.16) Álbum + Dvd
- 1.- Sekai no Owaru no Jellyfish
- 2.- Loveless, more Loveless
- 3.- Hakugin Shoujo
- 4.- Kagome Kagome in Tokyo Night
- 5.- Wonder_Wall_Sunset
- 6.- Tasukete
- 7.- Fate
- 8.- Pandemonium, Hakkaku
- 9.- The Requiem
- 10.- Shizuka na Kuchizuke de. Asa no Aisatsu wo
- 11.- Twilight Star
- 12.- Hanabira
- 13.- Sumire September Love feat. Izam
- (Pv Sumire September Love)
- (Twilight Star Live en Summer Tour Decision!! Final en Shibuya Ax 2010.09.05)
- (Hanabira Love en Summer Tour Decision!! Final- en Shibuya Ax 2010.09.05)

Loveless, more Loveless (2011.02.16) Álbum
- 1.- Sekai no Owaru no Jellyfish
- 2.- Loveless, more Loveless
- 3.- Hakugin Shoujo
- 4.- Kagome Kagome in Tokyo Night
- 5.- Wonder_Wall_Sunset
- 6.- Tasukete
- 7.- Fate
- 8.- Pandemonium, Hakkaku
- 9.- The Requiem
- 10.- Shizuka na Kuchizuke de. Asa no Aisatsu wo
- 11.- Twilight Star
- 12.- Hanabira
- 13.- Sumire September Love feat. Izam
- 14.- Until

Yuki wa Mada Furisosoide Iruka? 「雪はまだ降り注いでいるか？」 (2012.01.18) Maxi Single + Dvd (Edición Limitada A)
- 1.- Yuki wa Mada Furisosoide Iruka?
- 2.- Kun ha Maibotsu Hayashi ni Muka u
- 3.- Soreha, Shiroi Hikarito Kuroi Kage
- (Pv Yuki Hamada ori Sosoi Deiruka?)
- (Making of)

Yuki wa Mada Furisosoide Iruka? 「雪はまだ降り注いでいるか？」 (2012.01.18) Maxi Single (Edición Limitada B)
- 1.- Yuki wa Mada Furisosoide Iruka?
- 2.- Namida Neko -Sound Asleep Mix-

Yuki wa Mada Furisosoide Iruka? 「雪はまだ降り注いでいるか？」 (2012.01.18) Maxi Single (Edición Regular)
- 1.- Yuki wa Mada Furisosoide Iruka?
- 2.- Kun ha Maibotsu Hayashi ni Muka u
- 3.- Soreha, Shiroi Hikarito Kuroi Kage
- 4.- Bankoku Satou Hinpyoukai

Indie - Timely Records Co.
Swan Song (2012.07.18) Maxi Single + Dvd (Edición Limitada)
- 1.- Swan Song

- 2.- Kyura Man
- (Pv Swan Song)

Swan Song (2012.07.18) Maxi Single (Edición Regular)
- 1.- Swan Song
- 2.- Kyura Man
- 3.- Kiss go-round

Bezoarstein 「ベゾアルステーン」 (2012.10.03) Maxi Single + Dvd (Edición Limitada)
- 1.- Bezoarstein
- 2.- Selfish
- (Pv Bezoarstein)

Bezoarstein 「ベゾアルステーン」 (2012.10.03) Maxi Single (Edición Regular)
- 1.- Bezoarstein
- 2.- Selfish
- 3.- Hysteresis

Winter Hollow (2012.12.05) Maxi Single (Edición Limitada)
- 1.- Winter Hollow
- 2.- Gokkan

Winter Hollow (2012.12.05) Maxi Single (Edición Regular)
- 1.- Winter Hollow
- 2.- Gokkan
- 3.- Shoku

Ugokanaku naru made, suki de ite. 「動かなくなるまで、好きでいて。」 (2013.04.10) Álbum + Dvd (Edición Limitada)
- Cd 1 - 1.- Ugokanaku naru made, suki de ite
- Cd 1 - 2.- Mochi Miga Kubo
- Cd 1 - 3.- SurrenderPowerPlant
- Cd 1 - 4.- Fish Tank
- Cd 1 - 5.- The girl died when bound (Kare no Omoide)
- Cd 1 - 6.- Suibotsu Jiin
- Cd 1 - 7.- Umibe no Machi -SE- (Kanojo no Omoide)
- Cd 2 - 1.- Yuki wa Mada Furisosoide Iruka? (Still Snowing)
- Cd 2 - 2.- Swan Song
- Cd 2 - 3.- Bezoarstein
- Cd 2 - 4.- Winter Hollow
- (Pv Mochi Miga Kubo)
- (Off shot Mochi Miga Kubo)

Ugokanaku naru made, suki de ite. 「動かなくなるまで、好きでいて。」 (2013.04.10) Álbum (Edición Regular)
- 1.- Ugokanaku naru made, suki de ite
- 2.- Mochi Miga Kubo
- 3.- SurrenderPowerPlant
- 4.- Fish Tank
- 5.- The girl died when bound (Kare no Omoide)
- 6.- Suibotsu Jiin
- 7.- Yuki wa Mada Furisosoide Iruka? (Still Snowing)
- 8.- Swan Song
- 9.- Bezoarstein
- 10.- Winter Hollow
- 11.- Saigo no yoru ni Kiss o shite
- 12.- Bankoku satou hinpyoukai (Saiyuushuu amami shou jushou)

Nakigoe de kizuita　「泣き声で気づいた」(2013.08.07) New single Edición limitada (CD/DVD)
1.Nakigoe de kizuita
2. jibeta shitsun haitaro
3. Manatsu no yo no yume (instrumental)
DVD
1. Nakigoe de kizuita (music video)
Nakigoe de kizuita　「泣き声で気づいた」(2013.08.07) New single A edition
1.Nakigoe de kizuita
2. jibeta shitsun haitaro
3 Kyuyaku niseten houkou hahen
4. Sagashimotomete (instrumental)
Nakigoe de kizuita　「泣き声で気づいた」(2013.08.07) New single B edition
1.Nakigoe de kizuita
2. jibeta shitsun haitaro
3 Kyuyaku niseten houkou hahen
4. tsumetai asayake (instrumental)3 Kyuyaku niseten houkou hahen

## Compilaciones
Crush!2 -90's Best Hit Cover Songs- (2011.11.23) Álbum
- 1.- Mizerable/Gackt - Aoi
- 2.- Gokigendori Crawler is Crazy/Sophia - Annie's Black
- 3.- Flowers of Romance/Cascade - Adapter
- 4.- Yurameki/Dir en Grey - R-Shitei
- 5.- Shine/Luna Sea - Amber Gris
- 6.- Shiroiyami/Rouage - -Oz-
- 7.- Glacial Love/Siam Shade - Guild
- 8.- Jam/The Yellow Monkey - Chemical Pictures
- 9.- Beat/Ryuuichi Kawamura - Zuck
- 10.- Speed/Buck-Tick - 9Goats Black out
- 11.- Hot Limit/T.M.Revolution - v/Neu
- 12.- Kumonoito/Pierrot - Hanashonen Baddies
- 13.- Yuuwaku/Glay - Hero
- 14.- Miraikuro/La'cryma Christi - Blu-Billion
- 15.- Rocket Dive/hide with Spread Beaver - Megamasso
- 16.- Illuminati/Malice Mizer　- Moran
- (Pv Rocket Dive/hide with Spread Beaver - Megamasso)

Vocaloid - Visual Kei Cover [I Love Visualizm] (2012.07.25) Álbum
- 1.- Namida Neko/Megamasso - Hatsune Miku
- 2.- Mikansei Sapphire/Lolita23q - Gumi
- 3.- Vanilla/Gackt - Kamui Gakupo
- 4.- Crisis Memento/Merry - Hatsune Miku
- 5.- Atria/Shinkou Shuukyou Gakudan NoGoD - Kagamine Rin
- 6.- Memeshikute/Golden Bomber - Miku, Rin/Lin, Luka, Gumi & Gakupo
- 7.- Boys&Girls/LM.C - Kagamine Len
- 8.- Natsukoi/Sid - Megurine Luka
- 9.- Kuroi Sabaku/Jealkb - Megurine Luka
- 10.- Snow Scene/An Cafe - Gumi
- 11.- Kiss me Snow/Ayabie - Hatsune Miku
- 12.- Nirvana/Mucc - Kagamine Rin
- 13.- Makka na Ito/Plastic Tree - Kagamine Len
- 14.- Blue Film/Cali≠Gari - VY.2
- 15.- Lost Gradtuation/Raphael - Kagamine Len

## Discografía Chrome Shelled
Yasashii uso 「ヤサシイウソ」 (2009.02.04) Single
- 1.- Yasashii Uso Original Mix
- 2.- Yasashii Uso w/z Nina Antalk
- 3.- Yasashii Uso w/z Felli Loss
- 4.- Yasashii Uso w/z Leerin Marfes
- 5.- Yasashii Uso w/z Nina Antalk (Instrumental)
- 6.- Yasashii Uso w/z/o Nina Antalk (Instrumental)
- 7.- Yasashii Uso w/z Felli Loss (Instrumental)
- 8.- Yasashii Uso w/z/o Felli Loss (Instrumental)
- 9.- Yasashii Uso w/z Leerin Marfes (Instrumental)
- 10.- Yasashii Uso w/z/o Leerin Marfes (Instrumental)
- 11.- Yasashii Uso (Instrumental Sintetizado Ver.)
- 12.- Yasashii Uso (Instrumental)

Ai no Zuellni 「愛のツェルニ」 (2009.04.01) Single
- 1.- Ai no Zuellni Original Mix
- 2.- Ai no Zuellni w/z Leerin Marfes
- 3.- Ai no Zuellni w/z Mayshen Torinden
- 4.- Silent Talk
- 5.- Ai no Zuellni w/z Leerin Marfes (Instrumental)
- 6.- Ai no Zuellni Uso w/z/o Leerin Marfes (Instrumental)
- 7.- Ai no Zuellni w/z Mayshen Torinden (Instrumental)
- 8.- Ai no Zuellni w/z/o Mayshen Torinden (Instrumental)
- 9.- Silent Talk (Instrumental)
- 10.- Ai no Zuellni (Instrumental)

## Discografía Inzargi
Indie
Inzargi (2009.04.04) Álbum (Edición Limitada)
- 1.- Kajitsu no Owari
- 2.- Rob You Love You
- 3.- Hirameki
- 4.- Dare Yori Chikaku ni Ite
- 5.- Mafuyu no Hoshizora
- 6.- Hikari
- 7.- Ending Role
- 8.- Cold Fire
- 9.- Nijiiro no Tsubasa wo Motte
- 10.- Flakes of Snow

Inzargi (2009.04.04) Álbum (Edición Regular)
- 1.- Kajitsu no Owari
- 2.- Rob You Love You
- 3.- Hirameki
- 4.- Dare Yori Chikaku ni Ite
- 5.- Mafuyu no Hoshizora
- 6.- Hikari
- 7.- Ending Role
- 8.- Cold Fire
- 9.- Nijiiro no Tsubasa wo Motte
- 10.- Flakes of Snow

Major
Visualist -Precious Hits of V-Rock Cover Song- (2011.03.21) Mini Álbum + Dvd (Edición Limitada)
- 1.- Winter, again / Glay
- 2.- Yuuwaku / Glay
- 3.- However / Glay
- 4.- Romance / Penicillin
- 5.- B・Blue / Boowy
- 6.- 1/3 na Jounjo no Kanjou / Siam Shade
- 7.- X / X Japan
- 8.- Forever Love / X Japan
- 9.- Spark / The Yellow Monkey
- 10.- Another World / Gackt
- 11.- High Pressure / T.M.Revolution
- 12.- I for you / Luna Sea
- (Pv Forever Love / X Japan)

Visualist -Precious Hits of V-Rock Cover Song- (2011-03-21) Mini Álbum (Edición Regular)
- 1.- Winter, again / Glay
- 2.- Yuuwaku / Glay
- 3.- However / Glay
- 4.- Romance / Penicillin
- 5.- B・Blue / Boowy
- 6.- 1/3 na Jounjo no Kanjou / Siam Shade
- 7.- X / X Japan
- 8.- Forever Love / X Japan
- 9.- Spark / The Yellow Monkey
- 10.- Another World / Gackt
- 11.- High Pressure / T.M.Revolution
- 12.- I for you / Luna Sea

## Discografía Aoi&Ryohei incl.Ayabie Megamasso
Tokuma Japan Ban
Monochrome 「モノクローム」 (2011.02.16) Single + Dvd (Edición Limitada)
- 1.- Monochrome
- 2.- Shinjitsu no uta
- 3.- Monochrome (Instrumental)
- 4.- Shinjitsu no uta (Instrumental)
- (Pv Monochrome -Aoi Ver.-)
- (Rec y Pv)

Monochrome 「モノクローム」 (2011.02.16) Single (Edición Regular)
- 1.- Monochromep
- 2.- Shinjitsu no uta
- 3.- Kei
- 4.- Monochrome (Instrumental)
- 5.- Shinjitsu no uta (Instrumental)
- 6.- Nankyoku (Instrumental)

Avex Trax Ban
Monochrome 「モノクローム」 (2011.02.16) Single + Dvd (Edición Limitada)
- 1.- Monochrome
- 2.- Popular Note Agitation
- 3.- Monochrome (Instrumental)
- 4.- Popular Note Agitation (Instrumental)
- (Pv Monochrome -Ryohei Ver.-)
- (2010.12.06 Documental Live)

Monochrome 「モノクローム」 (2011.02.16) Single (Edición Regular)
- 1.- Monochrome
- 2.- Popular Note Agitation
- 3.- Nankyoku
- 4.- Monochrome (Instrumental)
- 5.- Popular Note Agitation (Instrumental)
- 6.- Kei (Instrumental)

### DVD
Mega-Star Tokyo (2007.02.21) DVD Live
Live in Shibuya O-west el 16 de diciembre de 2006
(Nxsie Records)
- 1.- Namida Neko
- 2.- Go Shiki You Ten Mazochii
- 3.- Full Nelson 2nd Attack
- 4.- Daashaado Jin no Odori
- 5.- A Morning Ray is Cold
- 6.- Umibe ga Chikai Tame, Sabitsuki Yasui Mono no wa Mochikomi Shite wa Naranai
- 7.- Tou wa Kouyou Suru
- 8.- Sask Watch Ranker
- 9.- Meteo
- 10.- Viper
- 11.- Shibou no Katamari
- 12.- The Majority Loves Killstar
- 13.- New Romancer

- Cd 1.- Paradisal Hallo
- Cd 2.- Traum

Lunch Box M4 (2007.07.18) DVD
(Nxsie Records)
Pv's
- 1.- Namida Neko
- 2.- Dream & Secret Room
- 3.- Throne Angel
- 4.- Hoshi Furi Machi Nite
- 5.- Imomuchi no Nushi

Lives
- 1.- Shingetsu no Mizutamari Yori
- 2.- Throne Angel
- 3.- Bullet Song
- 4.- Number Midi
- 5.- Yawarakai Koushou, Shinkai
- 6.- Traum
- 7.- Yoru, Sakana, Kaze, Tsurarina
- 8.- Mandrake Usagi Konagusuri

Shibuya Under Snow ～Fuyu Kakeru Ganka～ 「渋谷アンダーザスノウ ～冬駆ける眼窩～」 (2008-03-05) DVD Live
Concierto en Shibuya Ax
- 1.- Gyuunyuu (Mjolk)
- 2.- Yuki Koko Yashi
- 3.- Love you so…
- 4.- Ame Gakkitai
- 5.- Put a Whammy
- 6.- Hoshi Furi Machi Nite
- 7.- Blue V Neck Japan
- 8.- Imomuchi no Nushi
- 9.- Paradisal Hallo
- 10.- Umibe ga Chikai Tame, Sabitsuki Yasui Mono no wa Mochikomi Shite wa Naranai
- 11.- A Winter’s Day
- 12.- Gymnasium
- 13.- Sweet Shin Like a Candy
- 14.- Menou
- 15.- (1.5* 「shi)ki」Dumble Rensou
- 16.- Modern Amplifier
- 17.- Lips
- 18.- Namida Neko

Chimes of Lovely Rebellion -Sweet Coronation- 「チャイムス オブ ラブリーリベリオン～SWEET CORONATION～」
Concierto en Tour Chimes of Lovely Revolution ~Sweet Coronation~ en Akasaka Blitz el 27 de diciembre de 2009, 1º Tour de Megamasso como Major
- 1.- Sugarless Nocturne
- 2.- In the Shadow of Lyrics
- 3.- Air Stay Chillion Dance
- 4.- Shuga- Resu Nokuta-N
- 5.- King's Down
- 6.- Supernova
- 7.- Shakku
- 8.- Seinaru Kana Seinaru Kana Seinaru Kana, Koori Usagi Tachi to.
- 9.- White, White
- 10.- Kanashimi no Kyori
- 11.- Bless
- 12.- A Winter's Day
- 13.- Hoshi Furi Machi Nite
- 14.- Lips
- 15.- Buranko
- 16.- Shibou no Katamari
- 17.- Kikai ka Jin Madison no Tomodachi
- 18.- Chimes
- 19.- The World is Mine
- 20.- Memories
- 21.- Tsumuri Mori Hikari
- 22.- Minazuki, Missou
- 23.- Dream & Secret Room
- 24.- Raiden Mushufushu

## Pv's Megamasso
- Namida Neko 「涙猫」
- Dream & Secret Room 「ドリムトシクレトルム」
- Throne Angel 「トローネエンゼル」
- Hoshi Furi Machi Nite 「星降町にて」
- Imomushi no Nushi 「芋虫の主」
- Lips
- Modern Amplifier 「モダンアンプリファイア」
- Beautiful Girl 「ビューティフルガール」
- White, White
- Bless
- Chimes
- Memories
- M of Beauty
- Twilight Star　「トワイライトスター」
- Hanabira 「花びら」
- Sumire September Love (Megamasso feat. Izam) 「すみれSeptember Love (メガマソ feat.Izam」
- Rocket Dive/Hide with Spread Beaver
- Yuki wa Mada Furisosoide Iruka? 「雪はまだ降り注いでいるか？」
- Swan Song
- Bezoarstein 「ベゾアルステーン」
- Winter Hollow
- Mochi Miga Kubo 「望ミガ窪」

## Pv's Chrome Shelled
- Yasashii Uso 「ヤサシイウソ」
- Ai no Zuellni 「愛のツェルニ」

## Pv's Aoi&Ryohei
- Monochrome (Aoi Ver.) 「モノクローム -葵ver.-」
- Monochrome (Ryohei V.) 「モノクローム -涼平ver.-」
- Dear my Suite...

## Pv's Inzargi
- Forever Love / X Japan

## Giras
Tour Megamasso Haru 2009 " Over the Glitter"
Tour en Japón de Megamasso desde el 12 de marzo hasta el 4 de abril de 2009
- 12 de marzo - Sapporo (Kraps Hall) 18:00/18:30 \3,000-(Dr.別)
- 16 de marzo - Okayama (Image) 18:00/18:30 \3,000-(Dr.別)
- 18 de marzo - Fukuoka (Drum Be-1) 18:00/18:30 \3,000-(Dr.別)
- 23 de marzo - Kanazawa (Az) 18:00/18:30 \3,000-(Dr.別)
- 25 de marzo - Sendai (Hook) 18:00/18:30 \3,000-(Dr.別)
- 28 de marzo - Osaka (Muse) 17:30/18:00 \3,000-(Dr.別)
- 30 de marzo - Kobe (Varit) 18:00/18:30 \3,000-(Dr.別)
- 31 de marzo - Nagoya (Ell. Fits All) 18:00/18:30 \3,000-(Dr.別)

Tour Final "Blitz Over the Glitter"
- 4 de abril - Tokio (Akasaka Blitz) 16:30/17:30 \3,800-(Dr.別)

Tour Over the Glitter #2
～プチワンマンツアー～
「夜空密集、六つ密教、密度全開」
Tour en Japón desde el 16 de mayo hasta el 6 de junio
- 16 de mayo (土) Sapporo, (Colony)
- 19 de mayo (火) Niigata, (Junbox Mini)
- 25 de mayo (月) Nagoya (Ell. Size)
- 31 de mayo (日) Fukuoka (Drumsun)
- 6 de junio (土) Osaka (Clapper)

～プチワンマンツアーファイナル～
「みなづきだいかんやま、ちりぢりよりつどうはだいろ」
- 13 de junio (土) Daikanyama (Unit)

V-Rock Festival '09 no Taimute-Buru ga Happyousaremashita
- 24 de octubre (Sab.) Chiba - Makuhari Messe

Chimes of Lovely Rebelion ~Sweet Coronation~
- 25 de noviembre (Mie.) Nagoya - Ell. Fits All
- 26 de noviembre (Jue.) Osaka - Esaka Muse
- 5 de diciembre (Sab.) Sapporo - Cube Garden
- 13 de diciembre (Dom.) Fukuoka - Drum Be-1
- 27 de diciembre (Dom.) Tokyo - Akasaka Blitz

Beautiful:MadnesS vol.4 -A Happy Beautiful Year!!-
- 01/05 (Mié.) Tokyo - Shibuya O-East

Bandas: Canzel ･ The Kiddie ･ xTripx ･ Boogieman ･ Reira y muchas más.
- 01/06 (Jue.) Tokyo - Shibuya O-East

Bandas: Awoi ･ Irokui. ･ Valetta ･ Megamasso y muchas más.
2010 Megamasso Spring Tour 『M of Beauty』
- 03/19 (Vie.) Sendai - Macana
- 03/22 (Lun.) Okayama - Image
- 03/25 (Jue.) Sapporo - Cube Garden
- 03/28 (Dom.) Kobe - Kobe Varit
- 03/31 (Mié.) Osaka - Osaka Muse
- 04/01 (Jue.) Nagoya - E.L.L
- 04/04 (Dom.) Fukuoka - Drum Be-1
- 04/06 (Mié.) Tokyo - Shibuya-Ax

2010 Megamasso Summer Tour Decision!!
- 07/17 (Sab.) Sapporo - Cube Garden
- 07/19 (Lun.) Nagoya - E.L.L.
- 07/24 (Sab.) Kyoto - Kyoto Muse
- 07/25 (Dom.) Kobe - Kobe Varit
- 07/30 (Vie.) Sendai - Macana
- 08/01（Dom.) Kanazawa　Kanazawa Az
- 08/08 (Dom.) Okayama - Image
- 08/20 (Vie.) Fukuoka - Drum Be-1
- 08/21 (Sab.) Kumamoto - Drum Be-9 V2
- 08/22 (Dom.) Osaka - Osaka Muse

2010 Megamasso Summer Tour Decision!! Final
- 09/05 (Dom.) Tokyo - Shibuya-Ax

Tour 2010/11 Winter Tour 『Loveless More Loveless』
- 12/25 (Sab.) Fukuoka - Drum be-1
- 01/14 (Mar.) Nagoya - E.L.L
- 01/16 (Jue.) Osaka - Esaka Muse

2010/11 Winter Tour 『Loveless More Loveless Final』
- 01/22 (Sab.) Shinjuku - Blaze

2011 Listener's Best Tour 「Mega-Star's Prayer」
- 07/23 (Sab.) Sapporo - Cube Garden
- 07/28 (Jué.) Nagoya - E.L.L.
- 07/30 (Sab.) Kobe　Varit.
- 07/31 (Dom.) Osaka - Esaka Muse
- 08/07 (Dom.) Yokohama - Baysis
- 08/12 (Vie.) Fukuoka - Drum Be-1
- 08/13 (Sab.) Kumamoto - Drum Be-9
- 08/14 (Dom.) Sendai - Image
- 08/20 (Sab.) Kyoto - Kyoto Muse

2011 Listener's Best Tour Final 「Mega-Star's Prayer in Tokyo Night」
- 09/03 (Sab.) Tokyo - Shinjuku Blaze

Yuki Hamada ori Sosoi Deiruka? ～5th anniversary Tour～
- 01/19 (Jue.) Nagoya - Nagoya Club Quattro
- 01/20 (Vie.) Osaka - Fanj Twice
- 01/22 (Dom.) Tokyo - Shibuya Club Quattro